# Gustav Siegfried 1
Gustav Siegfried 1 war der Deckname eines in deutscher Sprache agierenden britischen Propagandasenders, der vom Political Warfare Executive (PWE) betrieben wurde. Neben dem Soldatensender Calais und dem Kurzwellensender Atlantik zählt er zu den bekanntesten Geheimsendern des Zweiten Weltkriegs, der mit der Methode der psychologischen Kriegsführung arbeitete. Für die Hörerschaft war nicht sicher, ob es sich um einen Feindsender handelte, dessen Hören als sogenanntes Rundfunkverbrechen mit Strafe bedroht war oder um eine von Deutschland aus operierende Rundfunkstation.

## Name
Die Bezeichnung Gustav Siegfried 1 stand laut dem Zeitzeugen und Beteiligten Frank Lynder für Geheimsender 1. Zum Teil wird er von G. S. I. = German Secret I. abgeleitet, gemäß dem Muster der Berliner Planquadrate für die Luftwarnung. Manche Berliner nannten den Sender Scheiß-Gustav, weil Fäkalworte in den Meldungen, Berichten und Kommentaren häufig benutzt wurden. Laut des verantwortlichen Leiters des Senders, Sefton Delmer, kursierten noch weitere von GS1 abgeleitete Namen: „Geheimsender“, „Generalstab“ 1 oder „Gurkensalat“ 1.

## Senderhistorie

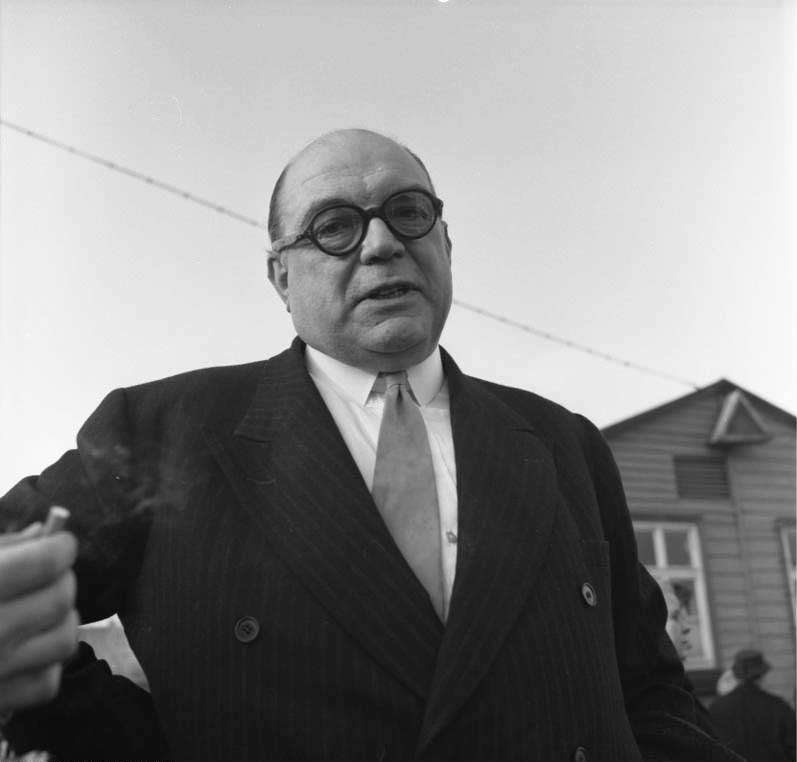
Journalist Sefton Delmer

Mit Beginn des Angriffs der Deutschen Wehrmacht auf Russland und des seither für Deutschland bestehenden Mehrfrontenkriegs entstand die Notwendigkeit, die britische Rundfunkstrategie zu überarbeiten. Dies führte zu der Idee, Propaganda-Aktivitäten auszuweiten und über Rundfunkaktionen Verwirrung beim deutschen Gegner auszulösen. Die der Wahrhaftigkeit verpflichteten Programme der BBC waren dazu ungeeignet. So wurde Sefton Delmer beauftragt, ein Konzept für eine irreführende Rundfunkstrategie zu erstellen, wie sie Goebbels auf der Gegenseite über die von ihm betriebenen Radiostationen bereits seit Jahren praktizierte. Erstes Ergebnis war die Gründung von Gustav Siegfried Eins. Die Rundfunkstation befand sich auf einem Gutshof in der Grafschaft Bedfordshire. Sie sendete vom 23. Mai 1941 bis 18. November 1943 auf Kurzwelle. Insgesamt wurden 693 Sendungen in deutscher Sprache ausgestrahlt. Der Sender gab sich als Organ einer deutschen Widerstandsgruppe, einer „patriotischen Opposition“ aus. Der Hörerschaft wurde der Eindruck vermittelt, die private Sendung einer Geheimorganisation innerhalb der deutschen Wehrmacht mitzuhören.

## Sendeschema
Erkennungszeichen der immer sieben Minuten langen Tarnsendungen war die von Frank Lynder gesprochene Ansage: „Es spricht der Chef“. Im Jargon eines Gardeoffiziers gab sich daraufhin dieser Chef, gesprochen von Peter Seckelmann, als Oberhaupt einer Verschwörergruppe der Wehrmacht aus, die den Anschein erweckte, Führer und Vaterland die Treue zu halten, aber die Misswirtschaft der NSDAP bekämpfte, Geheimnisse aus dem Führerhauptquartier ausplauderte, Lageberichte aus zerbombten Städten der Heimat verbreitete und Analysen zur militärischen Lage zum Besten gab. Weitere Themen waren Korruption, Vetternwirtschaft und Klüngel im Dritten Reich. Wahre oder erfundene Sensationen, Skandale und erotische Fehltritte von Größen der NSDAP und der SS wurden in burschikosem Sprach-Duktus vorgetragen, der sich an der Sprechweise des im Feld kämpfenden Landsers orientierte. Zielgruppe war die kämpfende Truppe der Deutschen Wehrmacht.
Am Abend des 23. Mai 1941 meldete sich Gustav Siegfried eins zum ersten Mal. Der »Chef« äußerte sich an diesem Tag über den gerade nach England geflogenen Führer-Stellvertreter Rudolf Hess:

„Ich muss mich gegen eine Stinklüge verwahren, die einige von den Speichelleckern im Führerhauptquartier in Umlauf gesetzt haben. Die Lüge, dass diese Nulpe auf Befehl des Führers nach Großbritannien geflogen sei. So was kommt überhaupt nicht in Frage. Niemals hätte der Führer einem Mann, der unsere Aufmarschpläne so genau kennt, gestattet, sich ins feindliche Ausland zu begeben.“

Erklärungen des »Chefs« wurden durch eine Vorspannmusik angekündigt, die vor jeder Ausstrahlung des Tarnsenders als Erkennungssignal geklimpert wurde: Die Anschlusstakte des Deutschlandsender-Pausenzeichens Üb' immer Treu und Redlichkeit...., nämlich ...bis an dein kühles Grab.
Die wahre Absicht seiner Sendungen wurde durch den »Chef« absichtsvoll verschleiert. Objekte seiner inszenierten Wutausbrüche waren zum Beispiel »Parteibonzen«, die sich auf Kosten der deutschen Kriegswirtschaft Vorteile ergaunert hätten. Oder der »Chef« erregte sich lautstark über Textilien-Hamsterkäufe von wohlinformierten Frauen hoher Parteifunktionäre zu Beginn des Russlandfeldzuges. Dies sollte – angesichts des dringenden Truppenbedarfs im Osten zu Beginn des Russlandfeldzuges – bei den Hörern im Deutschen Reich einen Run auf die Kleidergeschäfte auslösen.
Überliefert ist, dass im Herbst 1941 das britische Foreign Office vom amerikanischen State Department den Bericht eines US-Militärattachés aus Berlin bekam, in dem es hieß, die Spannung zwischen NSDAP und Deutscher Wehrmacht hätte außerordentlich zugenommen. Die Wehrmacht sei so weit gegangen, einen Kurzwellensender zu installieren, über den ein namenloser »Chef« täglich heftige Angriffe gegen bestimmte Dienststellen der NSDAP führe.
Eine vom Sender lancierte Meldung über den italienischen Botschafter in Deutschland Dino Alfieri ging wie folgt über den Sender: Ein deutscher Offizier, dessen Name und Dienstgrad benannt wurde, sei unvermutet von der Ostfront auf Urlaub in die Heimat gekommen und habe in seiner Berliner Wohnung (Straße und Hausnummer waren angegeben) seine Frau in flagranti mit Alfieri ertappt. „Der Kamerad zog seine Pistole und hätte den Makkaronifresser niedergeknallt, wenn der Feigling nicht auf die Knie gefallen wäre“, so erregte sich der »Chef«. Immerhin hätte der Kamerad den Jämmerling windelweich geschlagen, in seinen Wagen gepackt und bei der italienischen Botschaft abgeliefert. Als Alfieri später, wie lange vorgesehen, nach Rom abreiste, bestätigte er damit für alle Hörer von Gustav Siegfried Eins indirekt die frei erfundene Erzählung des »Chefs«.

## Senderleitung
Der Programmverantwortliche war Sefton Delmer, ein in Deutschland geborener britischer Journalist und seit 1928 prominenter Korrespondent des Daily Express. Beim Überfall auf Polen und im Frankreichfeldzug war er dessen Kriegsberichterstatter. Von 1941 bis 1945 organisierte und leitete er im Auftrag des Foreign Office die britische Kriegspropaganda den Achsenmächten gegenüber. Wie Delmer ausführt, hatten er und sein Team bei ihrer Arbeit völlige Freiheit:

„Wenn wir, um wie echte Nazis zu klingen, Churchill einen betrunkenen, plattfüßigen, Zigarre rauchenden Juden nennen wollten, dann konnten wir es tun – und taten es auch.“

## Rezeption und Wirkung
Mit seiner deftigen Sprache, die vor allem ein kleinbürgerliches Publikum, aber auch Soldaten der Wehrmacht erreichen sollte, wurde „Gustav Siegfried Eins“ zum bekanntesten Schwarzsender des Zweiten Weltkriegs, über den auch in den internen Lage-Analysen der SS regelmäßig berichtet wurde.

## Beendigung der Sendertätigkeit
Im Herbst 1943 arrangierte Sefton Delmer die vorgebliche Erschießung des »Chefs«. „Hab ich dich endlich erwischt, du Schweinehund“, bekam die Hörerschaft zu hören, ehe inszenierte Schüsse durch den Äther klangen und der »Chef« offenkundig ins Jenseits befördert wurde, da Schergen der Gestapo ihn aufgespürt und mitten in einer Live-Sendung exekutiert hätten. Dann brach die Sendung abrupt ab.
Allerdings passierte ein Missgeschick: Nach der »Erschießung« wurde eine Stunde später (Das Motto des Programms war: Wir senden „immer sieben Minuten vor voll.“) die Szene noch ein zweites Mal ausgestrahlt, da der diensthabende Ton-Ingenieur des Deutschen nicht mächtig war und die Tonspule ein zweites Mal auflegte. Die Legende vom Ende des »Chefs« hatte er nicht mitbekommen.
Die unmittelbare Nachfolge von Gustav Siegfried eins trat kurz darauf die starke Mittelwellenstation Soldatensender Calais an, die ein vollständiges Tarnprogramm mit Sport, Nachrichten, Unterhaltungssendungen, Ausschnitten aus Führer-Reden und Musik ausstrahlte.

## Hörbuch
- Geheime Sender. Der Rundfunk im Widerstand gegen Hitler. Dhv Der Hörverlag, München 2016, 8 CDs, 9h 42 Min. (582 Min.), ISBN 978-3-8445-2326-3, Hörbeispiele von buecher.de, Besprechung: [8].